# مایومی یامازاکی
مایومی یامازاکی (به ژاپنی: 山崎 まゆみ Yamazaki Mayumi)، ری دان (به ژاپنی: 檀れい Dan Rei)؛ زادهٔ ۴ اوت ۱۹۷۱) هنرپیشه اهل ژاپن است.
از فیلم‌هایی که وی در آن نقش داشته‌است، می‌توان به مادرمان: کابه، عشق و افتخار، وکیل‌مدافع تک و تولد دوباره اشاره کرد.